# Jan Machielszn Duffel
Jan Machielszn Duffel  (eind 13e – begin 14e eeuw) is volgens overlevering een visser uit Ouddorp op het toenmalige eiland Westvoorn. 

## Biografie
Volgens de overlevering heeft Duffel het haring kaken uitgevonden. Algemeen wordt Willem Beukelszoon uit Biervliet als ‘’uitvinder’’ hiervan vermeld, maar in lokale geschiedenisgeschriften wordt Duffel consequent als uitvinder aangedragen. 
Bij het kaken van haring worden het hart, de kieuwen en de darmen verwijderd, waarna de vis in een houten ton met zout wordt bewaard. Op deze manier kan de vis langer worden bewaard en makkelijker vervoerd. Mogelijk werd de uitvinding gedaan door verschillende mensen onafhankelijk van elkaar. 
Op een grafzerk in de dorpskerk van Ouddorp is zijn grafzerk te vinden, met daarop uitgehouwen een visnet en een kaakmes.

## Trivia
In Ouddorp is in 2003 een straat vernoemd naar de middeleeuwer, genaamd de Duffelweg.